# Улица Чехова (Серпухов)
У́лица Че́хова — улица в городе Серпухове Московской области. Расположена в исторической части города. Является одной из старейших городских улиц. Расположение и схема застройки улицы в практически неизменном состоянии сохранились со времени Екатерининского «Плана реконструкции уездных городов Московской губернии». Ранее носила название Фабричная. В настоящее время носит имя выдающегося русского писателя, принимавшего активное участие в деятельности Серпуховского земства, Антона Павловича Чехова.
Улица Чехова берёт начало от долины реки Серпейки и проходит на юго-восток вдоль квартала, занимаемого ОАО «Металлист», пересекаясь с Серпуховской улицей, Коммунистическим переулком, Советской улицей и далее, пересекаясь с улицами Ворошилова, Революции, Красноармейской, Садовой, после чего поворачивает на юг и следует по историческому району Заборье через пересечения с улицами Театральной, имени Залоги, Селецкой, Прудным переулком, Чеховским переулком, Малым Высоцким переулком, улицей Стрелкова, Кривым переулком и заканчивается на перекрёстке с Калужским проездом.
Длина — около 2450 метров. На большей части своей длины следует параллельно 1-й и 2-й Московским улицам, а также улице Луначарского.

## Здания и объекты
На Улице Чехова расположены следующие исторические памятники:
- Улица Чехова, 18-а. Корпус парусиновой мануфактуры купца Серикова (первая половина XVIII века). Исторический памятник федеральной категории охраны (Ф-176).
- Улица Чехова, дом 58/27. Серпуховский музыкально-драматический театр. Исторический памятник местной категории охраны (М-49/3).

Также на Улице Чехова расположены:
- Памятник Антону Павловичу Чехову (на пересечении с улицей Ворошилова).
- Городской парк культуры и отдыха имени Олега Степанова.
- Серпуховский историко-художественный музей (улица Чехова, 87).
- Старообрядческая Церковь Покрова Пресвятой Богородицы (улица Чехова, 83).

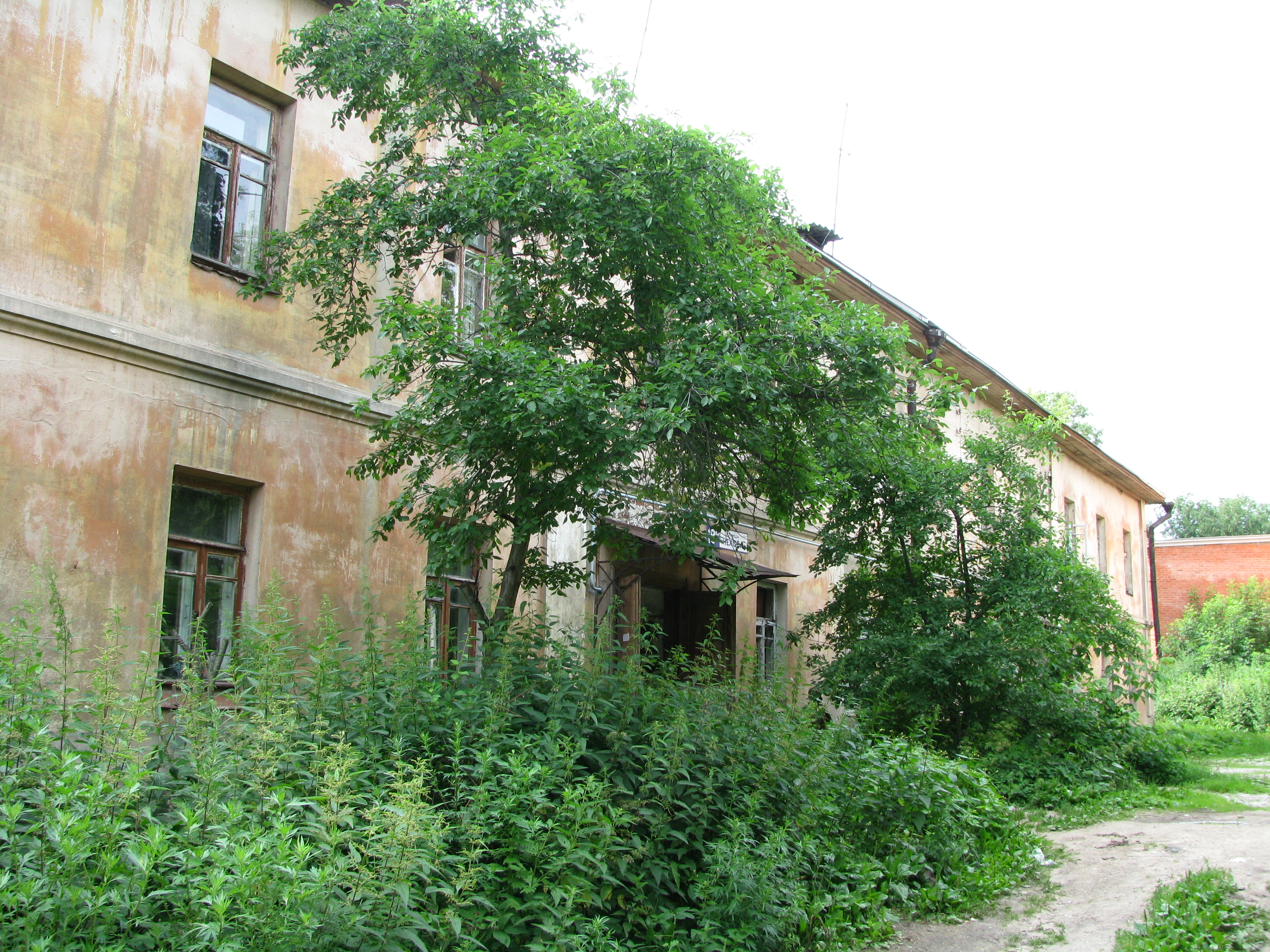
Чехова, 18-а. Корпус парусиновой мануфактуры купца Серикова.
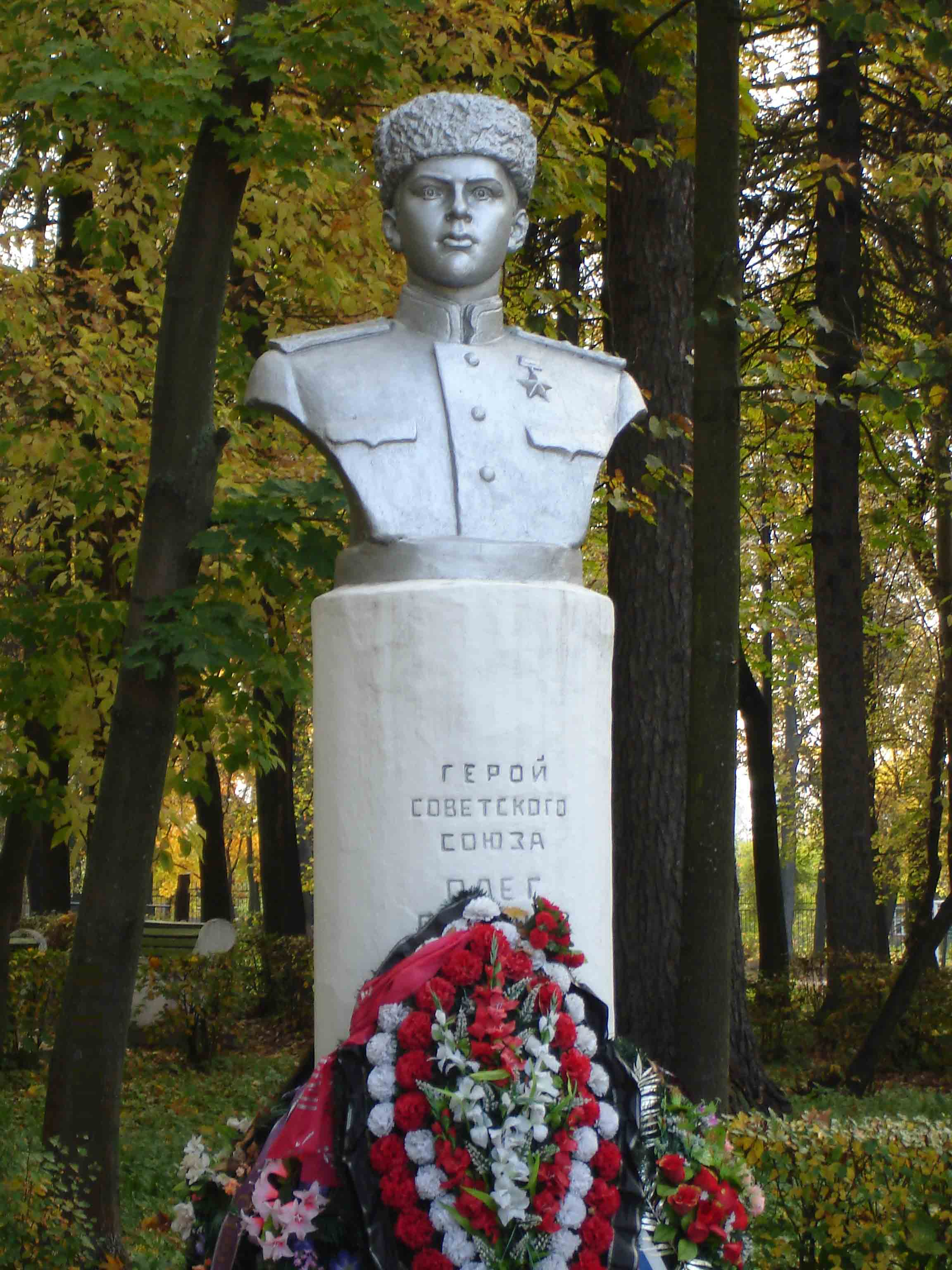
Памятник Олегу Степанову в парке, носящем его имя.
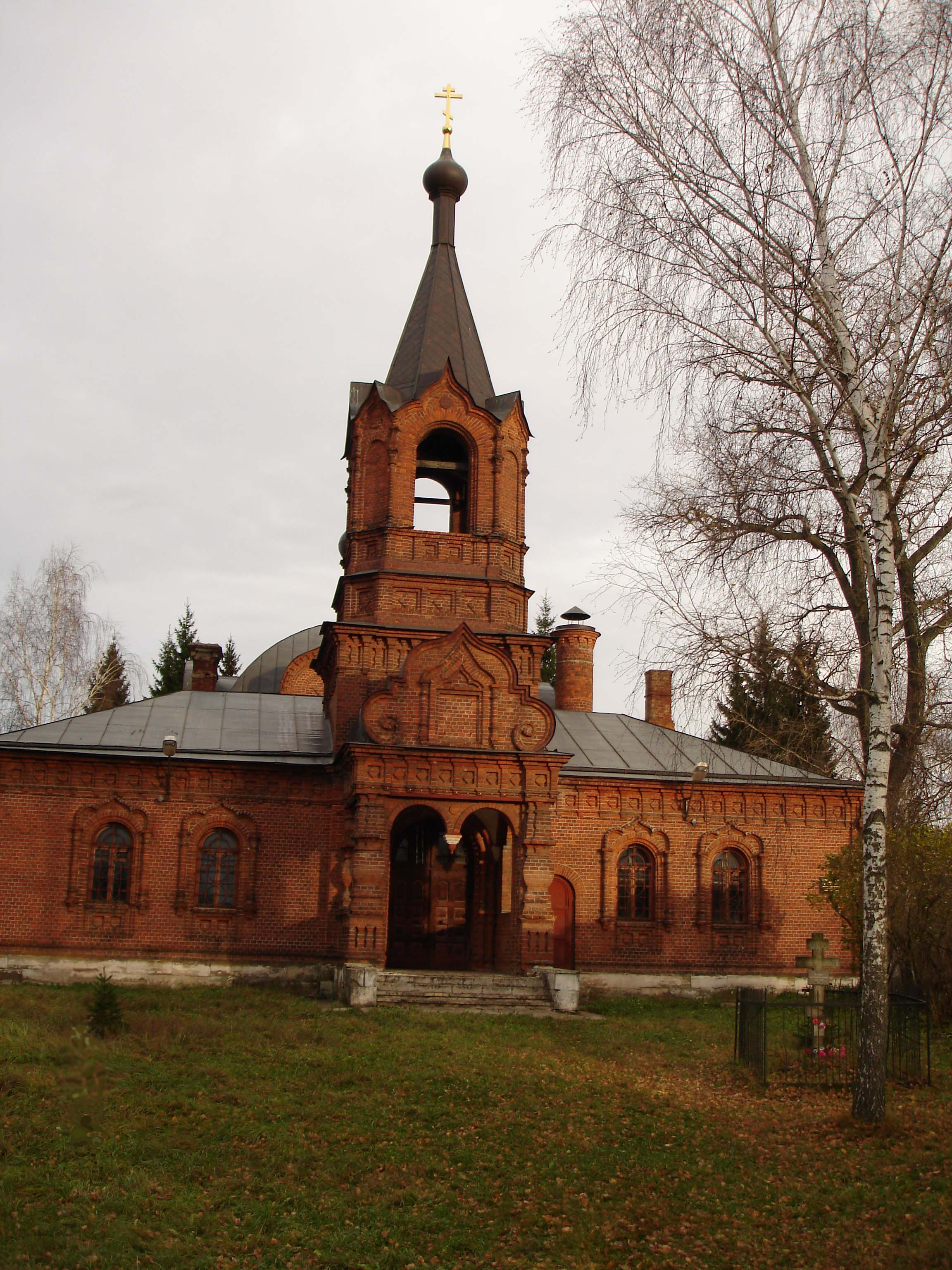
Чехова, 83. Церковь Покрова Пресвятой Богородицы.
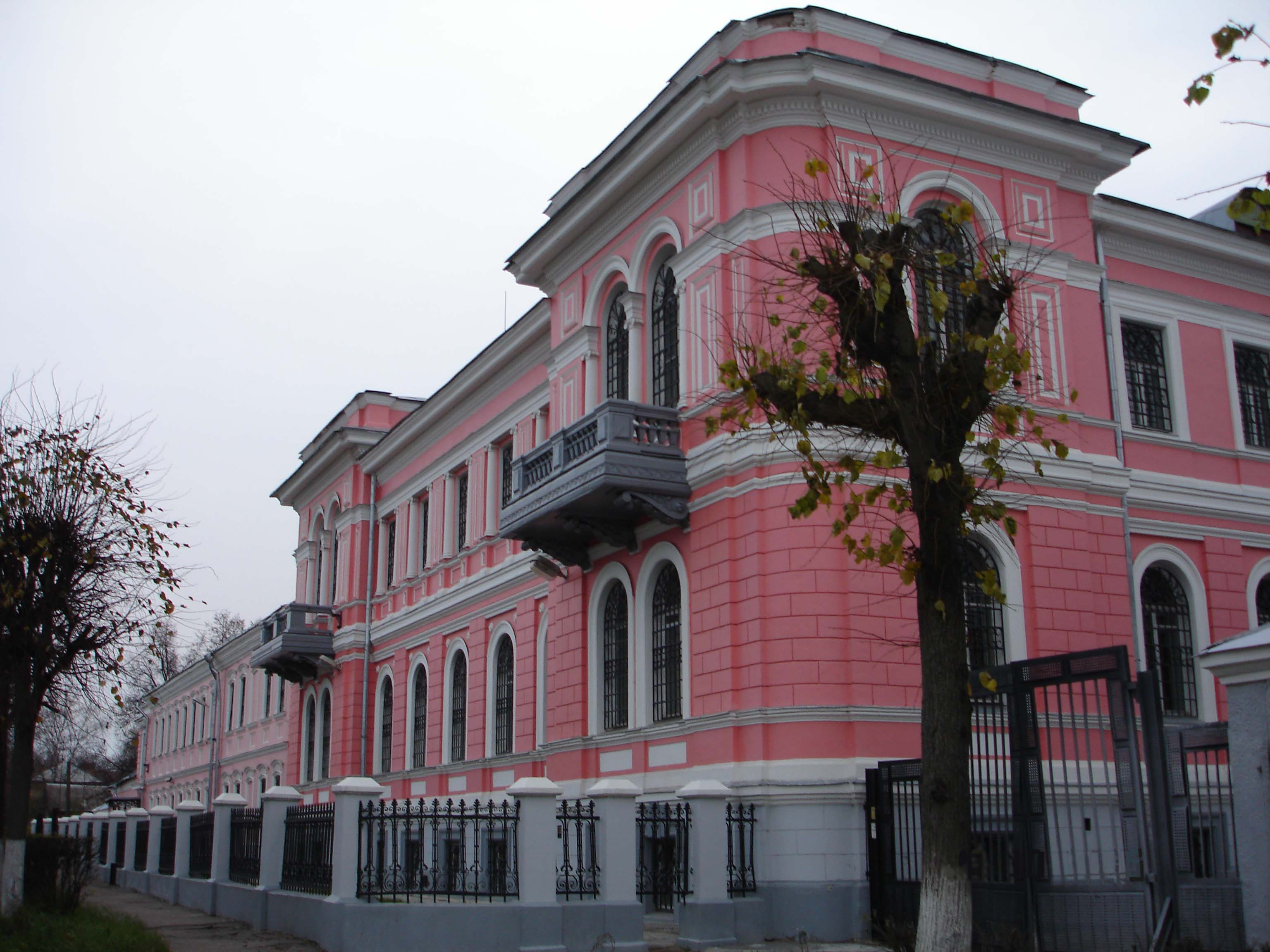
Чехова, 87. Серпуховский историко-художественный музей.